# Telecomtoren Waalhaven
De Telecomtoren Rotterdam is een 202 meter hoge straalverbindingstoren (incl. zendmast) in de Nederlandse stad Rotterdam nabij de Waalhaven. In Nederland is het de hoogste vrijstaande zendmast (zonder kabels die de mast overeind houden).
De PTT liet de "Telemast" in 1962 bouwen als schakel in het landelijke telefonienetwerk per straalverbinding. Op dat moment zouden ook steden als Den Haag en Amsterdam een dergelijke toren krijgen. Daarnaast kan de toren net als de toentertijd bestaande torens in IJsselstein (in de volksmond: Lopik), Smilde en Markelo ook fungeren als zendmast voor televisie- en radioprogramma's. De toren is met dezelfde methode van glijbekisting gebouwd als de Euromast en was met zijn 106 meter ook meteen enkele meters hoger dan deze toren. Naast de toren staat ook nog een gebouw met onder meer telecommunicatie-apparatuur. Beiden zijn gebouwd naar ontwerp van het Rotterdamse architectenbureau Kraaijvanger. 
De toren is in 1989 verhoogd naar 167 meter en kreeg voor extra versteviging aan de voet een soort raketconstructie. Met mast werd de constructie totaal 202 meter hoog. Inmiddels zijn de veelheid aan schotels op de zes bordessen achterhaald door onder andere de opkomst van glasvezel. In 2007 verkocht KPN haar zendmasten, waaronder ook deze aan TDF (later Alticom) die het in september 2017 weer verkocht aan de Spaanse provider Cellnex Telecom.  De hybride zendmast boven op de toren staat in beheer van NOVEC voor onder meer FM-uitzendingen en de grond rondom de toren evenals het gebouw ernaast zijn nog van de KPN.